# Joseph Schumpeter
Joseph Alois Schumpeter (tiếng Đức: [ˈʃʊmpeːtɐ]; 8 tháng 2 năm 1883 - 8 tháng 1 năm 1950)  là một nhà kinh tế chính trị người Áo. Sau đó, ông di cư sang Hoa Kỳ và vào năm 1939, ông đã có được quốc tịch Mỹ. Ông sinh ra ở Moravia, và từng là Bộ trưởng Tài chính Đức-Áo năm 1919. Năm 1932, ông trở thành giáo sư tại Đại học Harvard, nơi ông ở lại cho đến khi kết thúc sự nghiệp.
Schumpeter là một trong những nhà kinh tế có ảnh hưởng nhất của thế kỷ 20, và phổ biến thuật ngữ " phá hủy sáng tạo " trong kinh tế.

## Tuổi thơ và giáo dục ban đầu
Schumpeter được sinh ra ở Triesch, Habsburg Moravia (nay là Třešť ở Cộng hòa Séc, lúc đó là một phần của Đế quốc Áo-Hung) vào năm 1883 với cha mẹ nói tiếng Đức và theo đạo Công giáo. Cả hai bà của anh đều là người Séc. Schumpeter không thừa nhận tổ tiên người Séc của mình; ông tự coi mình là người dân tộc Đức. Cha của Schumpeter sở hữu một nhà máy, nhưng ông qua đời khi Joseph chỉ mới bốn tuổi. Năm 1893, Joseph và mẹ chuyển đến Vienna. Schumpeter là một người ủng hộ trung thành của Franz Joseph I của Áo.
Sau khi theo học tại Theresianum, Schumpeter bắt đầu sự nghiệp học luật tại Đại học Vienna với thầy là nhà lý luận thủ đô người Áo, Eugen von Böhm-Bawerk, lấy bằng tiến sĩ năm 1906. Năm 1909, sau một số chuyến đi nghiên cứu, ông trở thành giáo sư kinh tế và chính phủ tại Đại học Czernowitz ở Ukraine hiện nay. Năm 1911, ông gia nhập Đại học Graz, nơi ông ở lại dạy học cho đến Thế chiến thứ nhất.
Năm 1918, Schumpeter là thành viên của Ủy ban Xã hội hóa được thành lập bởi Hội đồng Đại biểu Nhân dân ở Đức. Vào tháng 3 năm 1919, ông được mời nhậm chức Bộ trưởng Bộ Tài chính tại Cộng hòa Đức-Áo. Ông đề xuất một khoản tiền vốn như một cách để giải quyết nợ chiến tranh và phản đối việc xã hội hóa nhà máy núi Alps. Năm 1921, ông trở thành chủ tịch của ngân hàng tư nhân Biedermann. Ông cũng là thành viên hội đồng quản trị tại Ngân hàng Kaufmann. Các vấn đề tại các ngân hàng đã khiến Schumpeter mắc nợ. Việc từ chức của ông là một điều kiện của việc tiếp quản Ngân hàng Biedermann vào tháng 9 năm 1924.
Từ năm 1925 đến 1932, Schumpeter đã giữ một vị trí giảng dạy tại Đại học Bon, Đức. Ông giảng dạy tại Harvard vào năm 1927-1928 và 1930. Năm 1931, ông là giáo sư thỉnh giảng tại Đại học Thương mại Tokyo. Năm 1932, Schumpeter chuyển đến Hoa Kỳ, và nhanh chống bắt đầu những nỗ lực sâu rộng để giúp các đồng nghiệp kinh tế trung ương châu Âu thay thế chủ nghĩa phát xít. Schumpeter cũng trở nên nổi tiếng vì sự phản đối chủ nghĩa Mác và chủ nghĩa xã hội mà ông cho rằng sẽ dẫn đến chế độ độc tài, và thậm chí chỉ trích chính sách kinh tế mới của Tổng thống Franklin Roosevelt. Năm 1939, Schumpeter trở thành công dân Hoa Kỳ. Vào đầu Thế chiến II, FBI đã điều tra ông và vợ, Elizabeth Boody (một học giả nổi tiếng về kinh tế Nhật Bản) vì sự ủng hộ Đức Quốc xã của ông, nhưng không tìm thấy bằng chứng nào về sự cảm thông của ông với Đức Quốc xã.